# Aeropuerto de Kuressaare
El Aeropuerto de Kuressaare (en estonio: Kuressaare lennujaam) (IATA: URE, OACI: EEKE), es un aeropuerto situado a 3 kilómetros de la ciudad de Kuressaare, en la isla de Saaremaa, en  Estonia.
La primera pista de aterrizaje fue construida en la segunda mitad de los años 30, pero hasta el 6 de marzo de 1945 el aeropuerto no abrió oficialmente. El tráfico aéreo se incrementó durante los años siguiente, y entre 1949 y 1953 hubo entre 10 y 14 vuelos diarios que unían Kuressaare con Tallin, volando unos 400 pasajeros diarios.
El aeropuerto no dispuso de electricidad hasta 1958. La segunda pista fue construida en 1976 y en 1999 la pista principal fue alargada. La actual terminal de pasajeros fue construida en 1962, siendo modernizada en 2007.

Mapa que muestra la ubicación de los Aeropuertos de Estonia.

## Aerolíneas y destinos
- Estonian Air:
  - Estocolmo (de temporada) y Tallin.
- Luftverkehr Friesland Harle:
  - Ruhnu.
- Skyways Express
  - Estocolmo (de temporada).